# Кнежево (Поповац)
Кнежево је насељено место у Барањи, општина Поповац, Осјечко-барањска жупанија, Република Хрватска.

## Историја
Овде се налазило државно добро "Беље". Имање је захватало 93.574 јутара (53.848 ха) у 12 пољопривредних окружја, осамнаест мајура и четири шумска окружја; постојало је и десет предузећа (1923), за Кнежево се помињу машинска радионица, циглана и електрични млин. Православна црква је подигнута 1929.
До територијалне реорганизације у Хрватској, налазило се у саставу старе општине Бели Манастир.

## Становништво
На попису становништва 2011. године, Кнежево је имало 803 становника.

## Попис 1991.
На попису становништва 1991. године, насељено место Кнежево је имало 1.408 становника, следећег националног састава:
| Попис 1991.‍   | Попис 1991.‍  | Попис 1991.‍ | Попис 1991.‍ | Попис 1991.‍ |
| ------------- | ------------ | ----------- | ----------- | ----------- |
|               |              |             |             |             |
| Хрвати        | Хрвати       |             | 418         | 29,68%      |
| Срби          | Срби         |             | 411         | 29,19%      |
| Југословени   | Југословени  |             | 290         | 20,59%      |
| Мађари        | Мађари       |             | 90          | 6,39%       |
| Словенци      | Словенци     |             | 42          | 2,98%       |
| Немци         | Немци        |             | 16          | 1,13%       |
| Црногорци     | Црногорци    |             | 16          | 1,13%       |
| Албанци       | Албанци      |             | 10          | 0,71%       |
| Македонци     | Македонци    |             | 3           | 0,21%       |
| Муслимани     | Муслимани    |             | 3           | 0,21%       |
| Роми          | Роми         |             | 2           | 0,14%       |
| Пољаци        | Пољаци       |             | 1           | 0,07%       |
| Русини        | Русини       |             | 1           | 0,07%       |
| остали        | остали       |             | 1           | 0,07%       |
| неопредељени  | неопредељени |             | 61          | 4,33%       |
| регион. опр.  | регион. опр. |             | 11          | 0,78%       |
| непознато     | непознато    |             | 32          | 2,27%       |
| укупно: 1.408 |              |             |             |             |